# Callopora lamellata
Callopora lamellata är en mossdjursart som beskrevs av Androsova 1958. Callopora lamellata ingår i släktet Callopora och familjen Calloporidae. Inga underarter finns listade i Catalogue of Life.